# 京急800形電車 (2代)
京急800形電車（けいきゅう800がたでんしゃ）は、かつて京浜急行電鉄にて運転されていた通勤形電車である。1978年（昭和53年）12月26日に竣工、翌27日に営業運転を開始した。
本項では、以下のように取り扱う。
- 京急本線上で南側を「浦賀方」、北側を「品川方」、東側を「海側」、西側を「山側」と呼ぶ。
- 編成番号は浦賀方先頭車の車両番号で代表する。本文中の編成表は左側を浦賀方として表記する。
- 車両形式は以下の通りに取り扱う。
  - 「400形」……1965年（昭和40年）改番以降の400形（2代）
  - 「600形」……1994年（平成6年）登場の600形（3代）
  - 「700形」……1967年（昭和42年）登場の700形（2代）
  - 「1000形」……1959年（昭和34年）登場の1000形（初代）
  - 「新1000形」……2002年（平成14年）登場の1000形（2代）

## 概要
普通列車に使用されていた400形・500形を高加速・高減速・多扉の車両に置き換えてスピードアップおよび停車時間を短縮することで、ラッシュ時間帯の優等列車の速度向上を実現するために設計・開発された。
1000形が必要両数に達していたこと、省エネルギー機運など社会情勢や技術の進展を踏まえ、界磁チョッパ制御・電力回生ブレーキを採用した11年ぶりの新型車となった。これに加えて右手操作式ワンハンドルマスコン、全電気指令式ブレーキ（三菱電機〈以下、三菱〉製MBS-R）、黒地方向幕を京急で初めて採用した形式である。
3両編成25本が製造された後、1982年（昭和57年）から1986年（昭和61年）にうち15編成を中間車3両を新造して6両編成化、1986年製の6両編成2本を加えた合計132両が製造された。
京急で初めて車両番号にハイフンが含まれたが、これは当初3両編成で計画されたため、従来車に倣って連番とすると編成番号を代表する浦賀方先頭車の番号に奇数偶数が混在することになるのを避けたためとされる。この付番体系がのちの6両編成化の改番を容易にしたが、製造当初には6両編成化の構想はなかった。
内外装とも新機軸を多数採用し、京急車両のイメージを変えた点が評価され、「鉄道友の会」の第19回ローレル賞を受賞した。
形式は「2000形」と仮称されたが、本形式が登場した1978年が京急創立80周年だったため、これを記念して「800形」とされた。

## 車両概説

### 外観

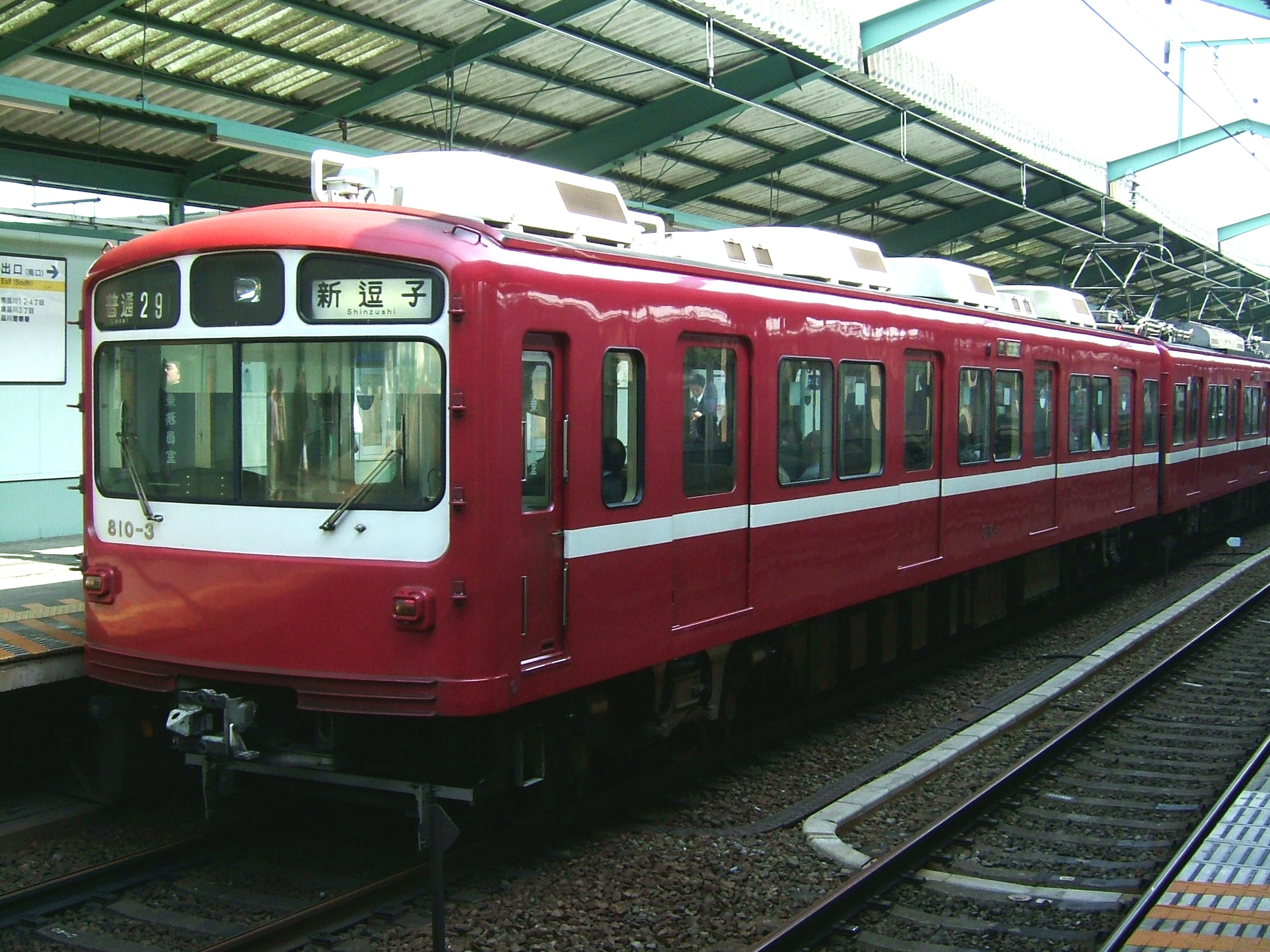
京急800形先頭部
（2008年4月30日 / 新馬場）

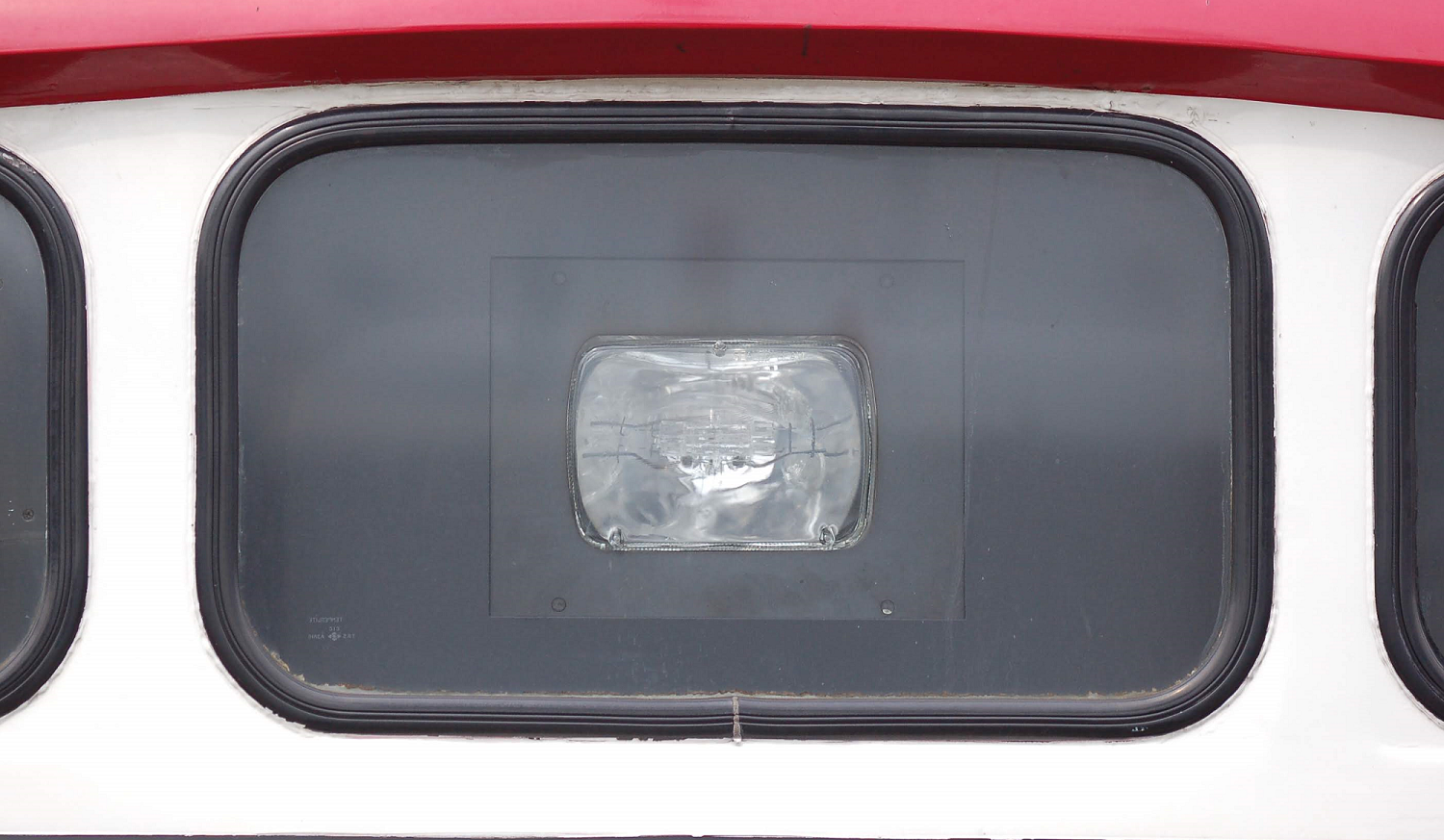
角型前照灯

車体は普通鋼製で、普通および京急川崎駅以南の急行などで運用されることを想定して設計されたため、地下鉄乗り入れを考慮せず、片開き4扉、前面非常用貫通扉非設置となった。
東急車輛製造のデザインによる、非貫通の運転台窓周囲に段差を付けてその部分を白くし、各幕窓、ヘッドライト周囲を黒く塗装した先頭車の前面形状がそれまでの京急車と大きくイメージを変え、見た目の似た「ダルマ」というニックネームが鉄道ファンから与えられた。前照灯は当初丸形であったが、1979年（昭和54年）製の808編成は角型を試用、翌年の813編成以降で本格採用され、のちに全編成が角型に統一された。
1948年（昭和23年）の東京急行電鉄（大東急）からの独立以降の京急の伝統に則り、前照灯一灯式、片開き扉車であるが、これらの採用は本形式が最後となった。片開き扉の採用は当時の京急の副社長だった日野原保が「乗降の時間は扉のわずかな幅の差ではなく、扉の数によって決まる」という信条を持っていたことも理由であるといわれ、前照灯一灯式の採用も同様に日野原の信条によるものといわれている。700形導入にあたって横浜駅での実地検証の結果、乗降時間の短縮には乗降扉が片開き・両開きの形態の違いや扉の開口寸法よりも、乗降扉数の増加の方が効果があるという結論を得ていた。
塗装は従来の赤に窓下の白帯の塗り分けから、側面の窓周りを広幅に白く塗る塗り分けに変更されたが、2000形の登場後、窓周り白塗装は「優等列車塗装」とされ、800形は1982年（昭和57年）12月出場の820編成・821編成から塗り分けが一般の白帯塗装へ変更され、1984年10月出場の819編成で完了した。その後、本形式登場時の塗り分けは600形・2100形・新1000形に受け継がれている。
両先頭車の扉は運転台と反対側に、中間車は-2、-3、-5が浦賀方に向かって、-4のみが品川方に向かってそれぞれ開く。これは3+3の6両編成と6両貫通編成で扉の開く向きを統一したためである。
初期12編成の側面窓は運転台後部、連結面をバランサ付1枚下降窓とした以外固定窓とされたが、それ以降は戸袋窓部以外をバランサ付1枚下降窓としていた。京急で初めて窓桟のない一枚窓が採用されたこと、窓間の柱を100 mmと細くしたことから当時の車両群の中では非常に洗練された印象をもっていた。
空調装置は先頭車が分散式 の三菱CU-123、中間車が集中式 三菱CU-71CまたはCU-71D、DNを採用した。集電装置は東洋製PT-43系形菱形パンタグラフをM2車に2台搭載している。

### 内装

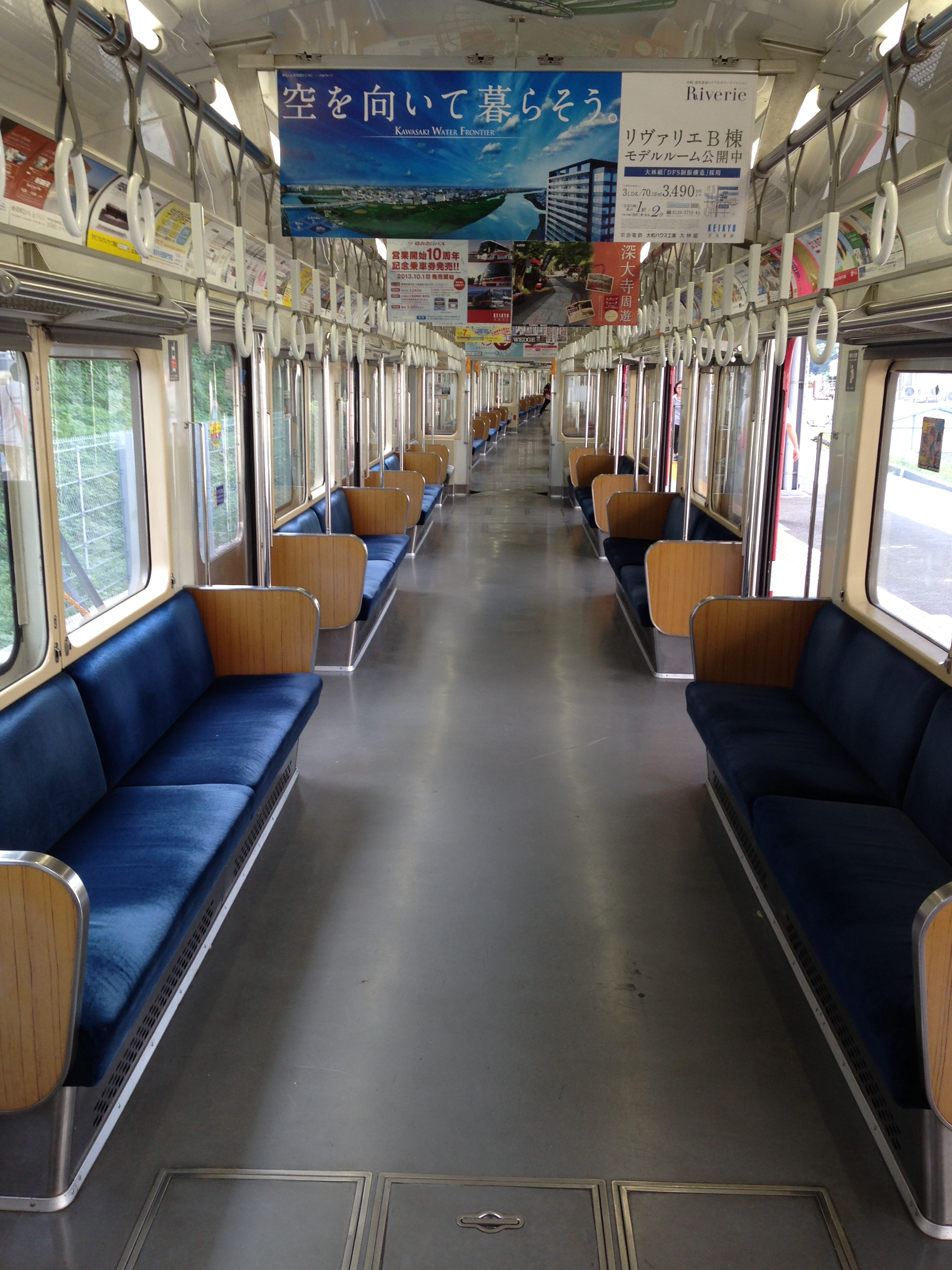
800形車内（更新後）

座席はロングシートで、1人当たりの幅が30 mm広げられ430 mmとなり、700形と比べ座面が低く奥行きが深いものとなった。座席の端部には京急で初めて板状の袖仕切とスタンションポールが設置された。
本形式初期6編成では内装のカラースキームの方向性を確認するため、3種のカラースキームが採用され、比較・検討が行われた。初回製造東急製の801・802編成が壁面・袖仕切はベージュ系で座席モケットがエンジ色、床面がベージュ系、同じく初回製造川重製の803・804編成がそれぞれグレー系・青色で袖仕切が茶色（皮革模様）、床面がベージュ系、2回目製造の805・806編成では壁面・袖仕切がベージュ系、座席を青色、床面をベージュ系としている。最終的に807編成以降は壁面がベージュ系で座席を青色、袖仕切は茶色、床面灰色に統一され、801 - 806編成も更新時に変更された。
車内の窓枠は日本の鉄道車両では初となるFRP製のもので、同様の構造は2000形や1500形に引き継がれた他、新幹線200系など他鉄道事業者の車両でも採用された。801編成は熱線吸収ガラスを試用していたため窓がミラー状に反射していた。各窓にロールアップカーテンが設けられたが、801編成ではこれが省略された。

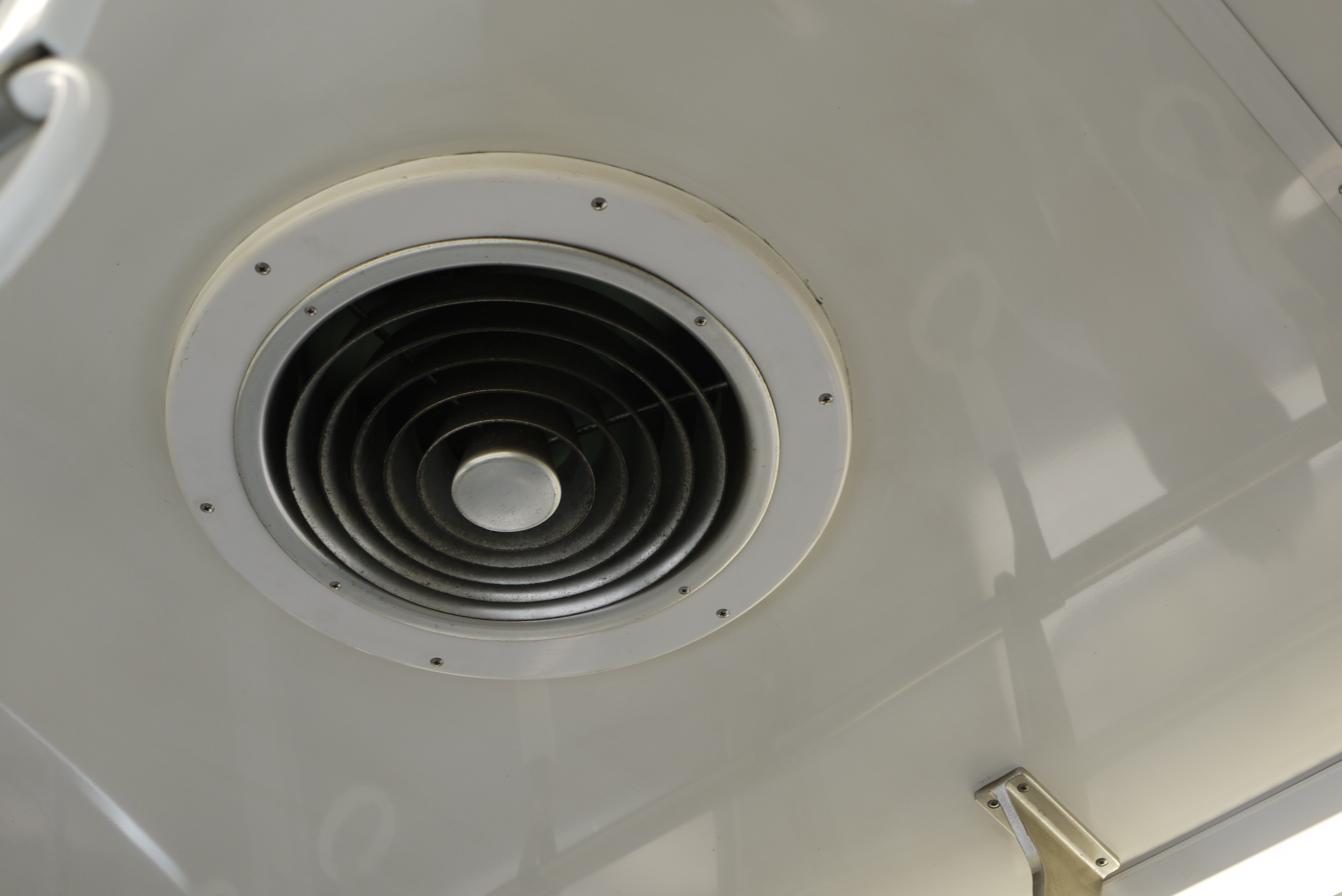
固定窓車の排気扇
（2012年5月1日）

先頭車の屋根は丸屋根とされ、冷房吹出しダクトは設けられていない一方、中間車はダクトを設けた平天井とし、吹出し口は長手方向にのびていた。空気攪拌用に扇風機が採用されたほか、初期12編成には排気扇が各車2個設けられていた。

### 機器類
京急初の右手ワンハンドルマスコンが採用された。右手ワンハンドルは次世代車である2000形でも採用されている。開発途上では中央に運転台を置く案も出された。
本形式と同様の狙いで設計された700形は所要数の増加に対応するため付随車2両組み込みの暫定編成で登場、そのままの編成で運用されることが多かったが、その思想をリファインし、1台の主制御器により12個の電動機を制御することで、電動車3両を1ユニットとした3両固定編成とされた（1C12M制御）。端子電圧低下に伴う必要電流増加への対応、回生ブレーキ使用中のパンタグラフ離線による回生ブレーキ失効対策のため中間車にパンタグラフ2個が搭載された。先頭車両と中間車両の車体長が異なるのも特徴の一つである。普通列車用であるため定格速度は33.1 km/hと低くなっていた。
主制御器は東洋電機製造（以下、東洋）製ACRF-H12100-770Aで（直列12段・並列8段・弱め界磁無段階）、主電動機はKHM-800（東洋製TDK-8570-A、三菱製MB-3242-ACの総称、出力100 kW、端子電圧250 V、定格電流450 A、分巻界磁電流24 A、定格回転数1,300 rpm）を採用した。
補助電源装置は東洋電機製造製のTDK3320-A形ブラシレスMG（電動発電機）を使用している。3両分の電源であり、容量は100 kVA、直流1,500Vを入力して三相交流200Vを出力する。
台車はTH-800形ダイレクトマウント式ボルスタ（枕ばり）付き台車であり、枕ばねには空気ばねを、軸箱支持装置には軸箱守（ペデスタル式）を採用した。

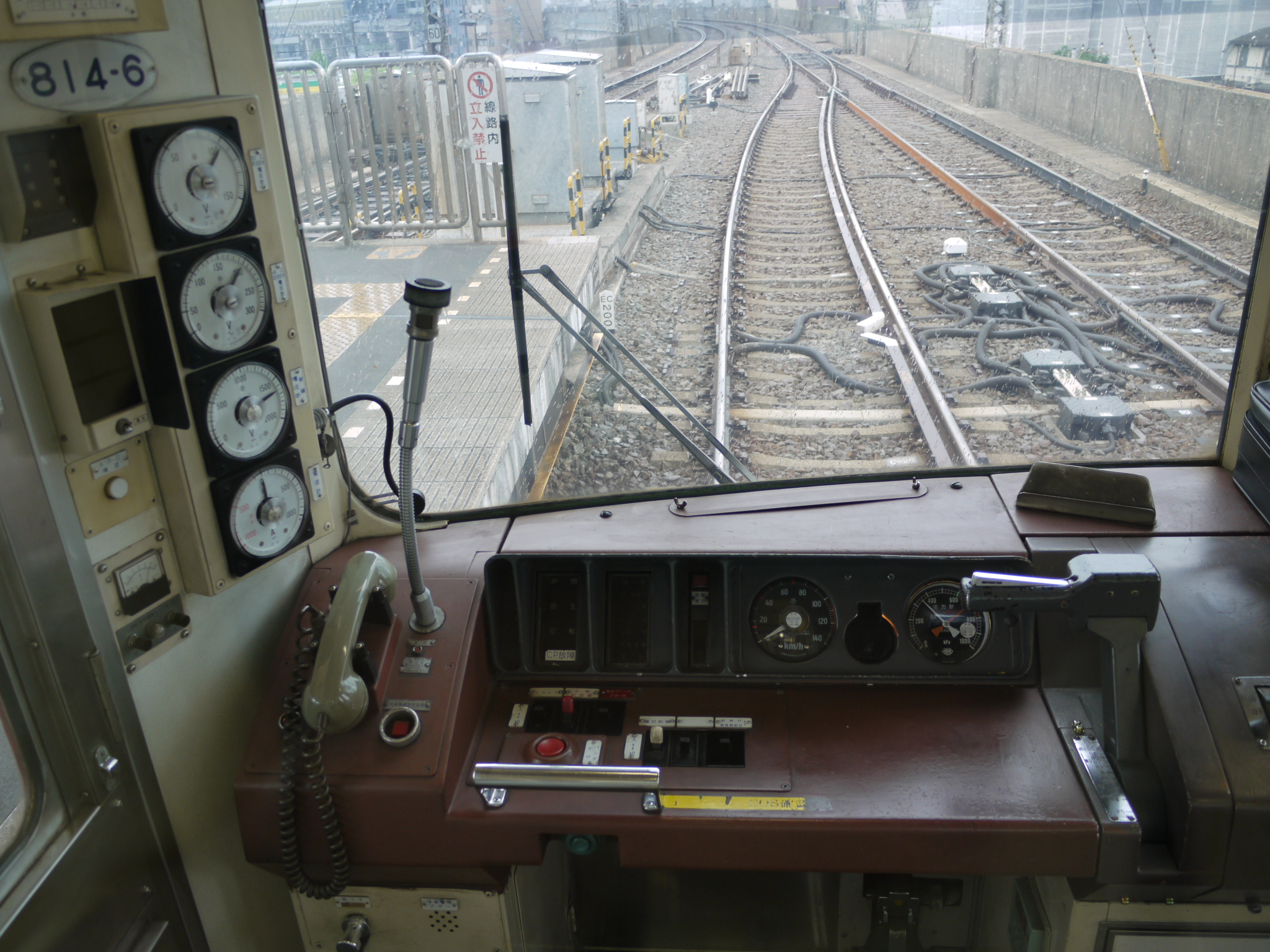
運転室 （2012年5月1日 / 鮫洲）
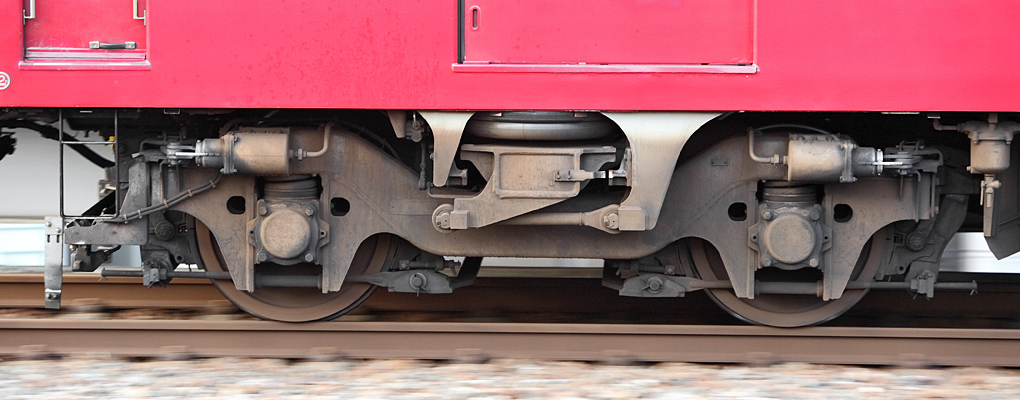
TH-800台車（2008年5月）

## 製造時のバリエーション

### 1978年（昭和53年）12月・1979年（昭和54年）1月製造車

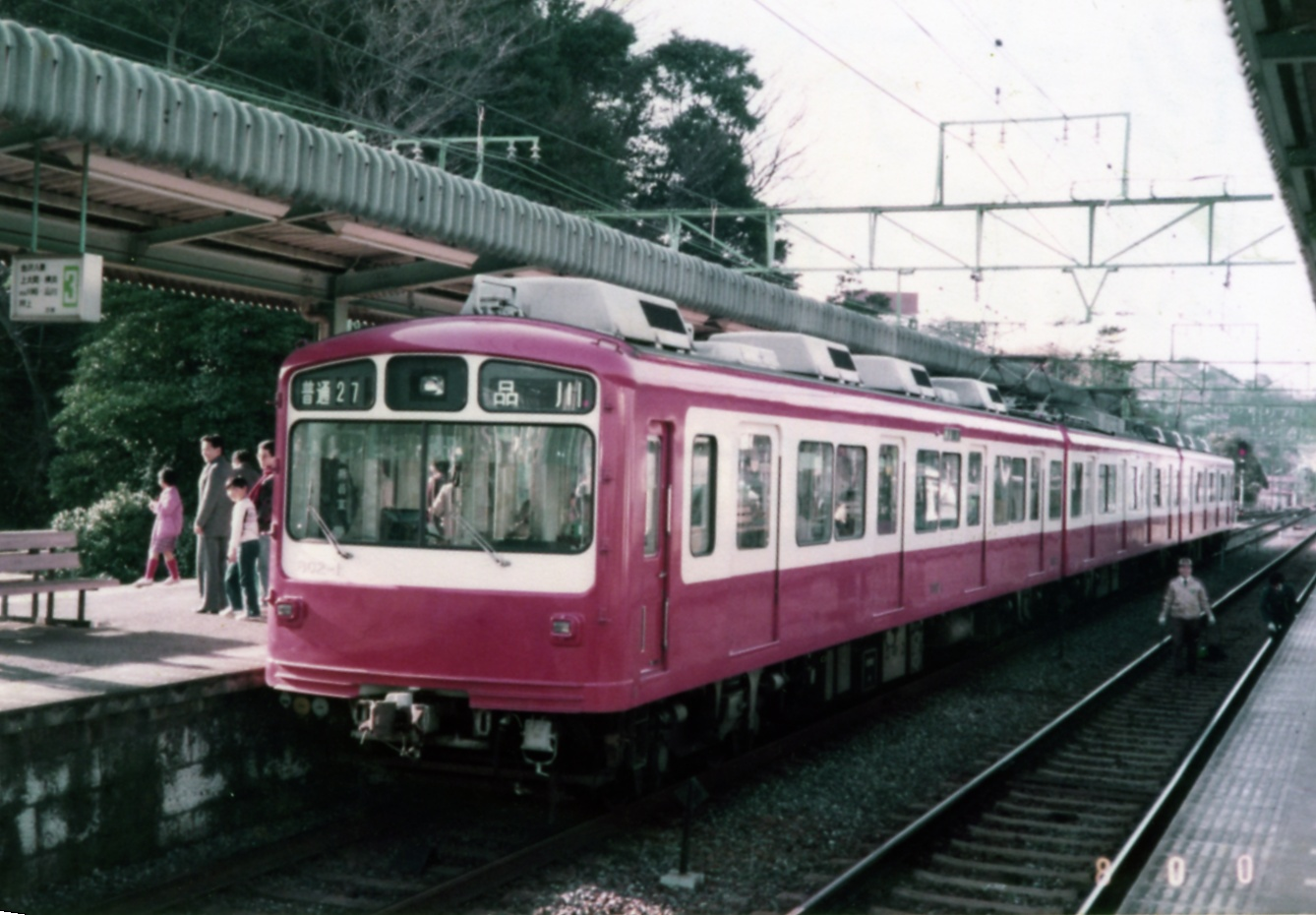
802編成旧塗装（1983年1月 / 堀ノ内）

「東急」は東急車輛製造製、「川重」は川崎重工業製。以下各製造時で同じ。
| M1c   | M2    | M3c   | 製造日         | 製造所 |
| 801-1 | 801-2 | 801-3 | 1978年12月26日 | 東急   |
| 802-1 | 802-2 | 802-3 | 1979年1月22日  | 東急   |
| 803-1 | 803-2 | 803-3 | 1978年12月26日 | 川重   |
| 804-1 | 804-2 | 804-3 | 1978年12月26日 | 川重   |

800形として最初に製造されたグループ。「試作車」と呼ばれることがある。これ以降の車両とは細部が異なる。1978年（昭和53年）12月27日に営業運転を開始したが、年明けからしばらく乗務員訓練に使用され、本格的に営業運転に投入されたのは翌1979年3月からである。

### 1979年（昭和54年）6月製造車
| M1c   | M2    | M3c   | 製造日        | 製造所 |
| 805-1 | 805-2 | 805-3 | 1979年6月23日 | 東急   |
| 806-1 | 806-2 | 806-3 | 1979年6月23日 | 東急   |

前回製造車から半年足らずで製造されたが、何点かの設計変更が施された。「先行量産車」と呼ばれることがある。
- 内装カラースキームを変更。前回製造車と含めた18両の結果を見て量産仕様が決定された。
- 戸袋窓寸法を縮小した。
- 側面種別・行先方向幕を一体のカバーに収めた。
- 袖仕切化粧板固定用のビスを廃止した。

### 1979年（昭和54年）11月製造車
| M1c   | M2    | M3c   | 製造日        | 製造所 |
| 807-1 | 807-2 | 807-3 | 1979年11月6日 | 東急   |
| 808-1 | 808-2 | 808-3 | 1979年11月6日 | 東急   |
| 809-1 | 809-2 | 809-3 | 1979年11月6日 | 川重   |
| 810-1 | 810-2 | 810-3 | 1979年11月6日 | 川重   |
| 811-1 | 811-2 | 811-3 | 1979年11月6日 | 川重   |
| 812-1 | 812-2 | 812-3 | 1979年11月6日 | 川重   |

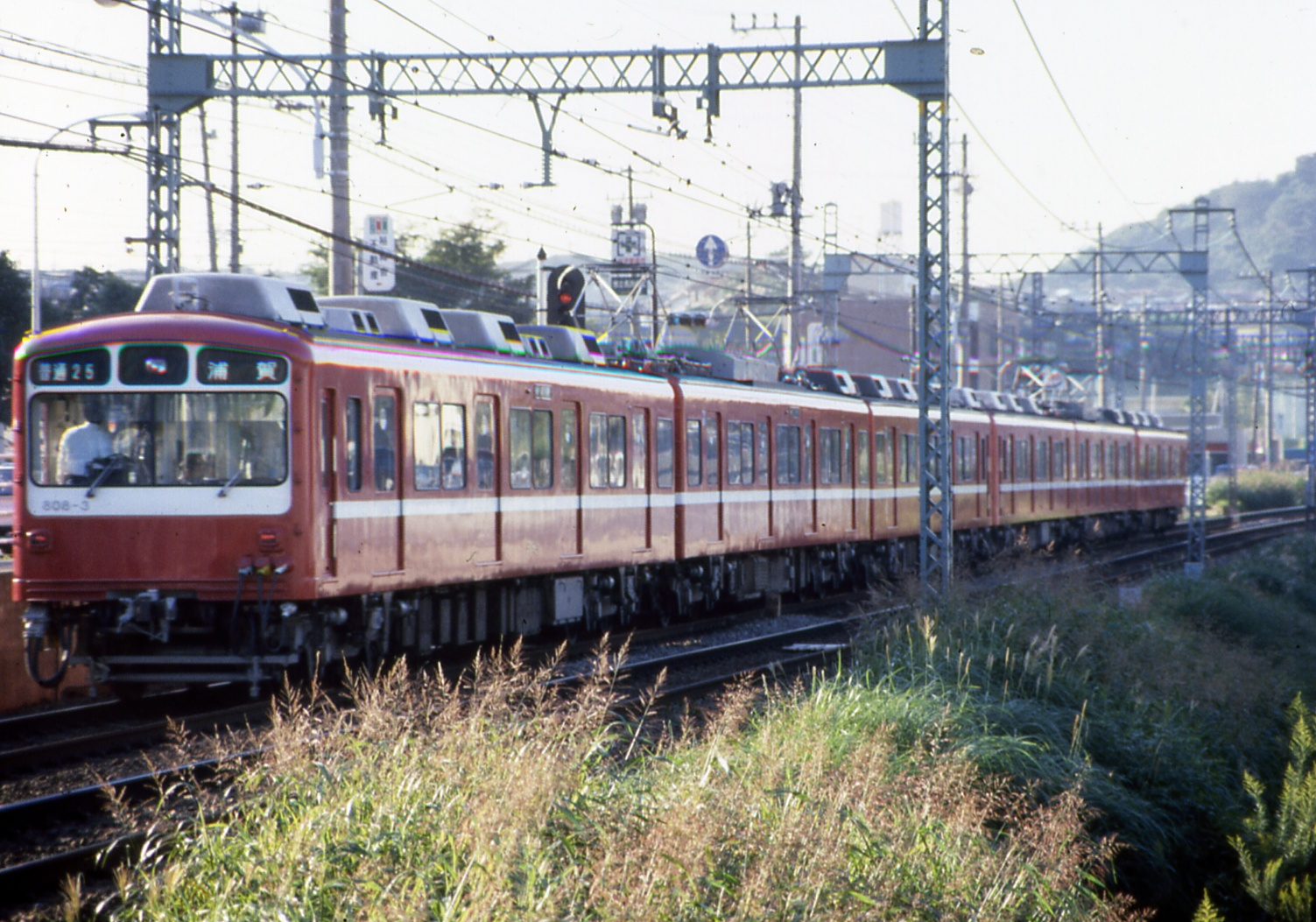
更新・連結器交換前の807・808編成（1988年8月）

前回製造車からさらに半年足らずで18両が製造された。
- 車内カラースキームが変更された。この後最終増備車まで同一のスキームが採用された。
- マスコンデッドマン装置を変更した。
- 戸閉再開扉装置を追加した。
- 808編成はヘッドライトを角型とした。

### 1980年（昭和55年）3月製造車
| M1c   | M2    | M3c   | 製造日       | 製造所 |
| 813-1 | 813-2 | 813-3 | 1980年3月7日 | 東急   |
| 814-1 | 814-2 | 814-3 | 1980年3月7日 | 東急   |
| 815-1 | 815-2 | 815-3 | 1980年3月7日 | 東急   |
| 816-1 | 816-2 | 816-3 | 1980年3月7日 | 川重   |
| 817-1 | 817-2 | 817-3 | 1980年3月7日 | 川重   |
| 818-1 | 818-2 | 818-3 | 1980年3月7日 | 川重   |

登場後1年の仕様実績を反映し、設計変更が実施された。
- 側面窓を戸袋部以外開閉式に変更
- 登り勾配発進用バイパスブレーキスイッチを廃止
- 従来車と連結した場合の非常用装備を廃止。従来車も順次撤去。
- 電子ホーンを装備。従来車にも順次設置
- ヘッドライトを角型に変更。従来車も順次交換
- 排気扇を廃止、跡に扇風機を設置

### 1981年（昭和56年）4月製造車
| M1c   | M2    | M3c   | 製造日       | 製造所 |
| 819-1 | 819-2 | 819-3 | 1981年4月1日 | 東急   |
| 820-1 | 820-2 | 820-3 | 1981年4月1日 | 東急   |
| 821-1 | 821-2 | 821-3 | 1981年4月1日 | 東急   |
| 822-1 | 822-2 | 822-3 | 1981年4月1日 | 東急   |
| 823-1 | 823-2 | 823-3 | 1981年4月1日 | 川重   |
| 824-1 | 824-2 | 824-3 | 1981年4月1日 | 川重   |
| 825-1 | 825-2 | 825-3 | 1981年4月1日 | 川重   |

前回製造車から設計変更はない。本形式が3+3の6両編成で運用される場合、番号の連続する編成同士かつ奇数番が若番となる組み合わせとなることが多かったが、今回製造車には組み合わせる相手がない825編成が含まれ、編成は他編成が定期検査入場中などに片割れと組んで運用されていた。822編成は台車のみ川重製であった。

### 1982年（昭和57年）3月製造車
| M1c   | M2    | M3      | M1’   | M2    | M3c   | 製造日        | 製造所 |
| _____ | _____ | 813-3II | 813-4 | 813-5 | _____ | 1982年3月26日 | 東急   |
| _____ | _____ | 814-3II | 814-4 | 814-5 | _____ | 1982年3月26日 | 東急   |
| _____ | _____ | 815-3II | 815-4 | 815-5 | _____ | 1982年3月10日 | 東急   |
| _____ | _____ | 816-3II | 816-4 | 816-5 | _____ | 1982年3月10日 | 川重   |
| _____ | _____ | 817-3II | 817-4 | 817-5 | _____ | 1982年3月1日  | 川重   |
| _____ | _____ | 818-3II | 818-4 | 818-5 | _____ | 1982年3月1日  | 川重   |
| _____ | _____ | 819-3II | 819-4 | 819-5 | _____ | 1982年3月10日 | 東急   |
| _____ | _____ | 823-3II | 823-4 | 823-5 | _____ | 1982年3月19日 | 川重   |

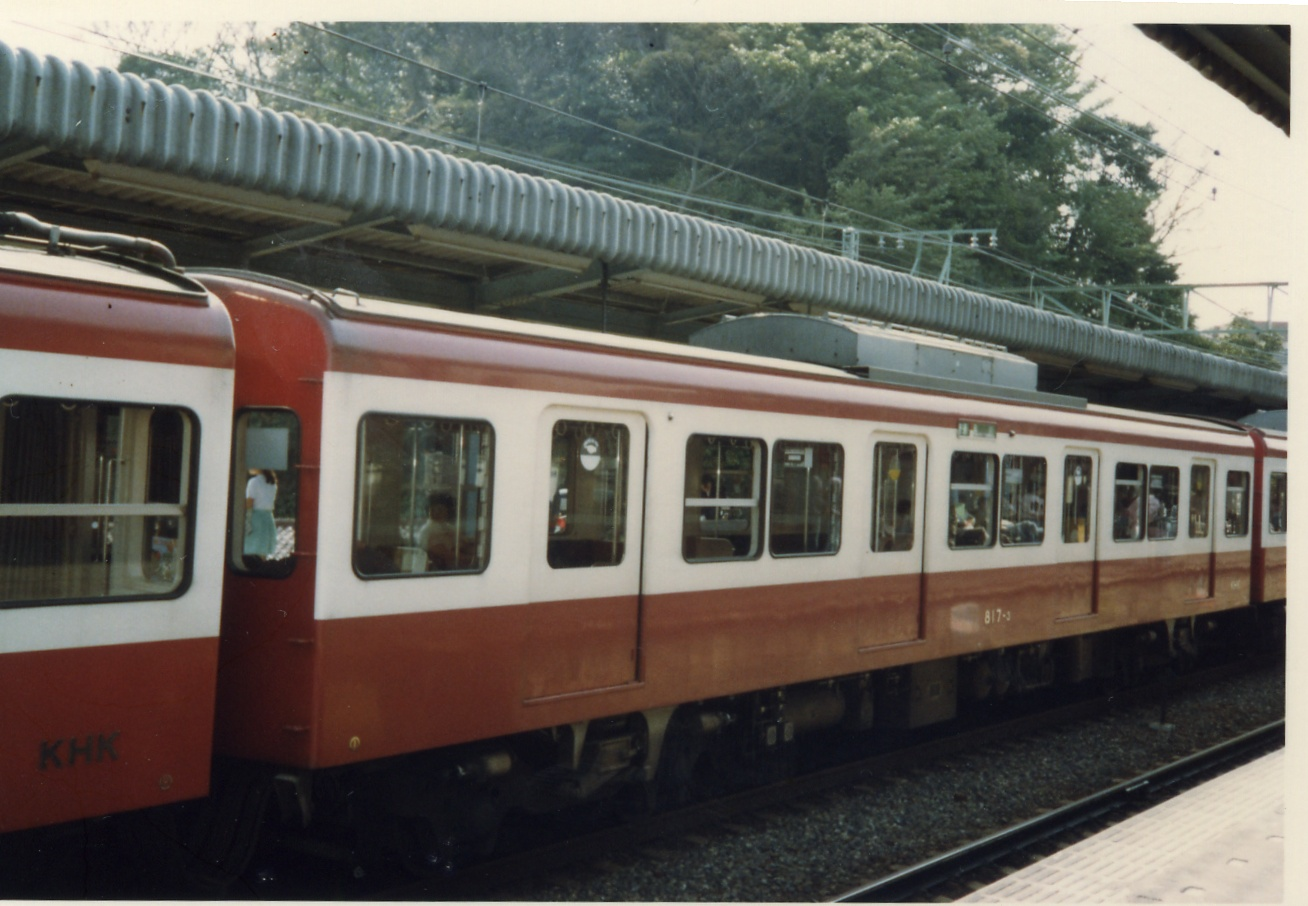
塗装変更前のデハ817-3（1983年8月）

本形式は当初、梅屋敷駅など普通列車停車駅に6両編成が停車可能なホーム有効長が無い駅があったため、運用の自由度を高めるために3両編成で登場したが、朝ラッシュ時の普通・日中の急行など6両編成で運転される機会が増えたこと、1982年4月のダイヤ改正で6両編成の普通列車品川乗り入れが実施されることに伴い、既存の3両編成に挿入して6両編成化するための中間車が製造された。M1車・M3車とも冷房装置、全長などは-2に準じ、他の京急車では1両1箇所設置だった社名略称表記も-2に合わせ1両2箇所とされた。6両編成化に伴い、品川方先頭車の車両番号を-3から-6に改番した。ユニット内の車輪径をそろえるため、旧-3の台車を新-3と振り替えた。-4の浦賀方に貫通仕切扉が設けられており、先頭車と今回製造の中間車はメーカーが揃えられている。

### 1983年（昭和58年）3月製造車
| M1c   | M2    | M3      | M1’   | M2    | M3c   | 製造日        | 製造所 |
| _____ | _____ | 820-3II | 820-4 | 820-5 | _____ | 1983年2月25日 | 東急   |
| _____ | _____ | 821-3II | 821-4 | 821-5 | _____ | 1983年2月25日 | 東急   |
| _____ | _____ | 822-3II | 822-4 | 822-5 | _____ | 1983年3月18日 | 川重   |
| _____ | _____ | 824-3II | 824-4 | 824-5 | _____ | 1983年3月18日 | 川重   |

前回製造車と同一仕様だが、前年登場の2000形に窓回り白塗装を譲り、本形式を白帯塗装とすることになったため、今回の製造車から白帯塗装となった。今回中間車組込対象となった編成は1982年（昭和57年）12月から翌年1月に事前に塗装を変更した。前回製造車の登場後824編成と組んで使用されていた825編成は今回6両化されず、800形の3両編成運用が今回製造車の入線以降ほとんどなくなったためこの後自身の6両編成化まで本線上で姿を見ることが少ない存在となった。822編成以外は先頭車と中間車はメーカーが揃えられている。冷房装置がCU-71Dに変更された。

### 1986年（昭和61年）8月製造車
| M1c   | M2    | M3      | M1’   | M2    | M3c   | 製造日        | 製造所 | 6連化 | 更新日 | 廃車日    |
| -     | -     | 811-3II | 811-4 | 811-5 | -     | 1986年8月28日 | 東急   |       |        | 2014年    |
| -     | -     | 812-3II | 812-4 | 812-5 | -     | 1986年8月12日 | 東急   |       |        | 2014年    |
| -     | -     | 825-3II | 825-4 | 825-5 | -     | 1986年8月18日 | 東急   |       |        | 2019年3月 |
| 826-1 | 826-2 | 826-3   | 826-4 | 826-5 | 826-6 | 1986年8月28日 | 東急   |       |        | 2019年3月 |
| 827-1 | 827-2 | 827-3   | 827-4 | 827-5 | 827-6 | 1986年8月25日 | 川重   |       |        | 2019年3月 |

本形式の最終製造車。今回初めて6両編成が製造された。前回製造車から時間が開いたため、細かな設計変更が行われている。固定窓車への中間車組込（811・812編成）が行われたが、中間車は開閉窓とされた。 過去の6両編成化ではユニット内の車輪径をそろえるため、旧-3の台車を新-3と振り替えたが、今回の6両編成化では在来車3両の車輪を新品に交換した。同時期製造の1500形1513 - 1520が全車川崎重工で製造されたため、今回の製造車は827編成以外東急車両で製造されている。
- 先頭車には1000形・700形で進行していた密着連結器化準備工事を施工。連結器胴受が復心装置付となり、海側に設置されていた108芯ジャンパ栓を廃止。
- 車掌側仕切り窓上側を開閉式に変更。
- 運転台行路表差しの位置を変更。
- 行先方向幕を30コマから40コマに変更。中間車組み込みの先頭車も同様に改造。この方向幕は当時の700形・1000形・1500形と同一の配列のもので、本形式が運用されない泉岳寺以北の駅名も含まれていた。
- ドア部吊り手を増設。
- 冷房装置をCU-71DNに変更
- 空気圧縮機を低騒音タイプに変更
- 826・827編成は車側灯を2灯式、縦長に変更。

## 改造

### ADL設置工事
1984年（昭和59年）6月からホーム有効長が4両分しか無い梅屋敷駅で6両編成が停車する際の浦賀方2両の扉は開閉させない操作（戸閉切放）を自動化するため、同駅で浦賀駅方2両の扉を自動的に締め切ることができるADL（自動戸閉切放）装置を搭載する改造が自動化開始前に全編成に施工された。3両編成にも同装置が装着され、3+3の6両編成で運用する場合は同様に浦賀駅方2両の扉を自動的に締め切ることができた。ドアを締め切る車両のドアには、梅屋敷駅でドアが開かないことを知らせるステッカーが後年貼り付けられた。なお、2010年（平成22年）5月16日に梅屋敷駅の上りホームが高架化され6両編成の停車が可能になったため、ステッカーに「下り方面」の文字が追加された。

### ブースタ形SIV試験
1986年（昭和61年）2月に814-4のBL-MGを東洋製ブースタSIVに交換した。同車の更新工事施工時にBL-MGに戻された。

### 吊り手増設
1986年（昭和61年）ごろにドア部に吊り手を増設した。1986年製造車は新製時から増設済。

### 連結器交換
先頭部連結器を2000形で採用された廻り子式密着連結器 (CSD-90) に交換する工事が1989年（平成元年）から1991年（平成3年）にかけて施工された。連結器胴受けを復心装置入りに変更、山側のジャンパ栓3本と海側の108芯ジャンパ栓を撤去、連結器本体をNCB-II密着自動連結器からCSD-90に交換した。3両編成では1000形などと同様自動連解装置を設置したが、6両編成では省略され、108芯ジャンパ栓も残された。本工事は700形・1000形では準備工事の後連結器交換を実施したが、連結相手が決まっている本形式では直接連結器交換と付帯工事が行われた。品川方先頭車にはジャンパ栓受け跡が残っていた。

### 更新工事

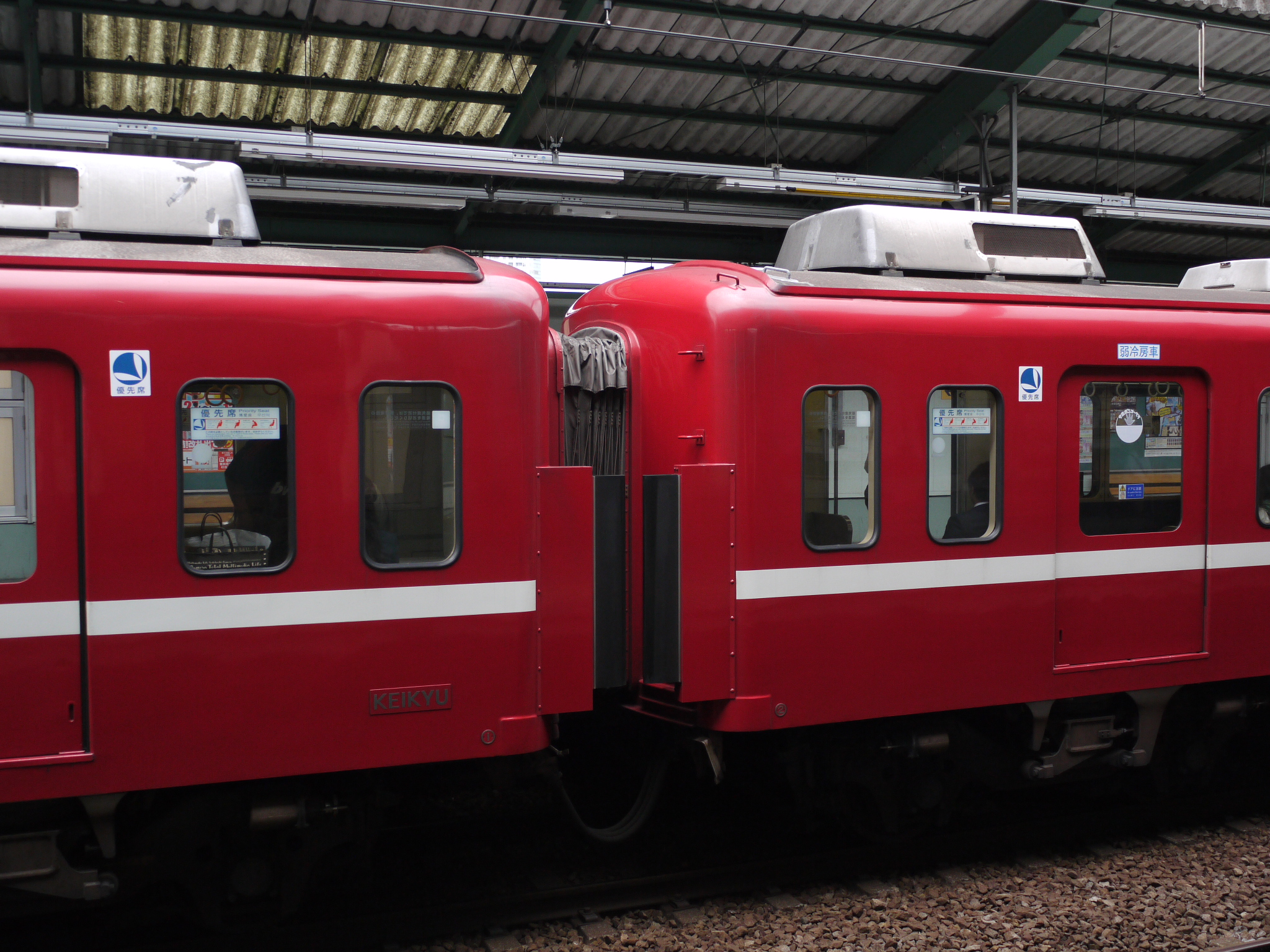
中間車化改造車の連結部（2012年5月）

1994年（平成6年）から2001年（平成13年）にかけて更新工事が行われた。おもな内容は以下のとおりであるが、内装の色彩はほとんど変更されていなかった。
- 801 - 806編成の内装の色彩を807編成以降と同一に変更。
- 冷房装置の交換。先頭車は集約分散式のまま、カバー内の機器を東芝製PRU-2209Dに交換。中間車はCU71F-G1に交換。
- 車端部の「KHK」のロゴを「KEIKYU」に変更[5]。
- 品川方先頭車のジャンパ栓受け跡の撤去。
- 車側灯の電球を縦長2灯化。ただし初期の更新車に限り（801 - 810・814編成）600形同様にLEDを使用した。
- 座席の袖仕切の模様を茶色のものから、1988年製以降の1500形アルミ車製造時のものと同じ木目調に変更。
- 823・826・827編成の銘板はステッカー式に変更されていた[5]。
- 3両編成で残っていた801 - 810編成は、奇数編成の品川方と偶数編成の浦賀方の運転台を撤去し、座席と窓を増設の上、6両編成5本となった（例：浦賀方←801-1・-2・-3・802-1・-2・-3）。運転台跡の外観は元先頭車の半流線型形状を残している[5]。自動連解装置は撤去された。編成は次のとおり。

| M1c   | M2    | M3    | M1    | M2    | M3c   | 更新・6連化 | 廃車日    |
| 801-1 | 801-2 | 801-3 | 802-1 | 802-2 | 802-3 |             | 2011年4月 |
| 803-1 | 803-2 | 803-3 | 804-1 | 804-2 | 804-3 |             | 2011年5月 |
| 805-1 | 805-2 | 805-3 | 806-1 | 806-2 | 806-3 |             | 2014年1月 |
| 807-1 | 807-2 | 807-3 | 808-1 | 808-2 | 808-3 |             | 2014年3月 |
| 809-1 | 809-2 | 809-3 | 810-1 | 810-2 | 810-3 |             | 2012年3月 |

- 801編成にロールアップカーテンが設置された。801-3の運転台跡に追設された窓ガラス（固定式）は普通ガラスとなった。
- 811 - 825編成に残っていた108芯ジャンパ栓を撤去。

### 方向幕交換

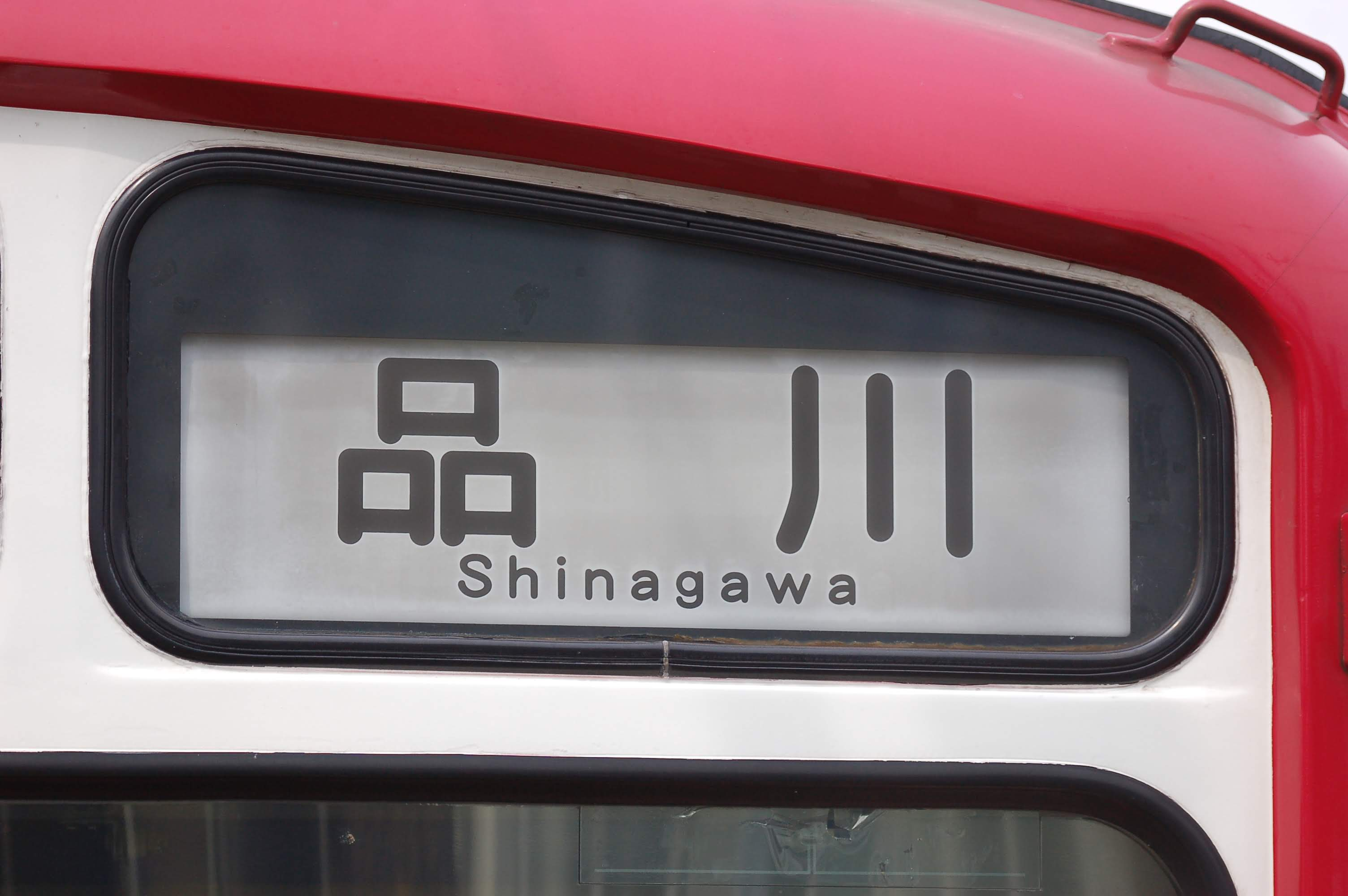
交換された方向幕

2002年（平成14年）に（久里浜・川崎・蒲田→）「京急○○」や、（八景・文庫→）「金沢○○」、（新町→）「神奈川新町」など駅名を正式表記とした方向幕に交換した。2005年（平成17年）からはそれに代わり英文併記の白地黒文字幕への交換が行われ、2009年6月に検査出場した827編成をもって全車の字幕交換が完了した。
- 805編成は2006年（平成18年）1月の検査で全車白地幕としたが、その後805-1の山側は黒地幕に戻された。さらに2010年1月の検査では同箇所の行先幕のみが英文併記の白地黒文字幕へ交換された。

### 優先席の増設
優先席は奇数号車品川方山側および偶数号車浦賀方海側に設置されていたが、一部の編成では既存のものと点対称位置のシートも優先席とされた。
- 全車白地幕とした時に優先席を増設した編成（2008年11月現在）…811・812・813・817・818・820・821・822の各編成だった。その後全編成の増設が完了。

### その他
- 2006年から転落防止用外幌の取り付けが進められた[5]。
- バリアフリーの一環として、2007年（平成19年）から点字によるドアの位置案内のステッカーを各ドアに貼り付けていた。
- 京急では弱冷房車は8両編成のみに設定されていたが、4両・6両編成に対しても2011年6月から弱冷房車が設定され、本形式も3号車が弱冷房車設定とされた[14]。

## 旧塗装の復活

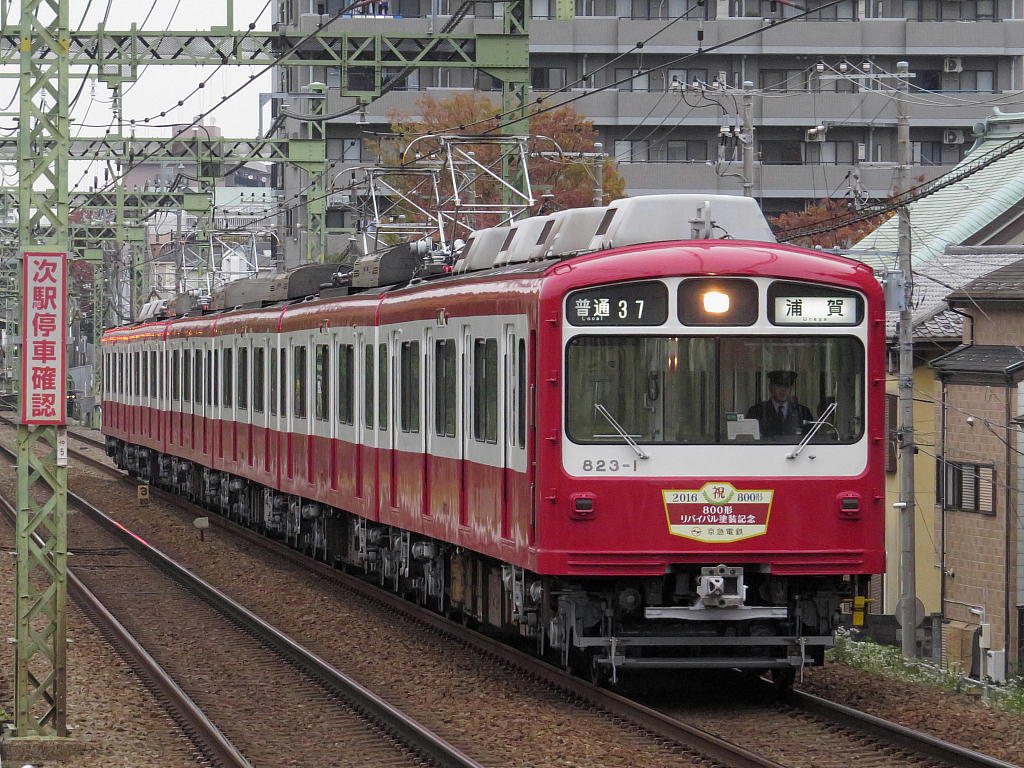
登場時の塗装に戻された823編成（2016年11月）

2016年10月に、800形の1編成が登場時の塗装に変更されて運行することが発表された。同年11月2日に823編成が旧塗装に変更されて出場、11月12日に貸し切り列車として京急ファインテック久里浜工場-品川間を運行、翌日から一般営業運転を開始した。前頭部には復刻記念ヘッドマーク（ローレル賞受賞記念マークを模したもの）を装備しての運行となった。
2017年1月から、「KEIKYU LOVE TRAIN」キャンペーンの一環として当編成の先頭車が「LOVE TRAIN」のラッピング、車内のハート型のつり革を設置した特別編成となることが発表され、同月30日から運行を開始した。

2017年4月29日から6月30日まで「PASMO10周年」を記念したヘッドマークを装着して運行していた。2017年5月28日に開催された「京急ファミリー鉄道フェスタ2017」では、正面の行先を登場当時の黒地幕に戻しての展示が実施された。

## 運用
登場当初は神奈川新町駅以北の普通列車停車駅のホームが6両対応になっている駅が少なかったことから、主に朝ラッシュ時の神奈川新町以南の普通列車や日中の神奈川新町 - 新逗子間の急行に使用された。そして1982年4月1日のダイヤ改正からラッシュ時の6両編成普通列車の品川乗り入れが行われた。しかし、日中の普通列車が4両編成主体だった1980年代に6両固定編成化が行われたため、朝ラッシュ時は設計構想どおり普通列車で運用されたものの、6両編成は梅屋敷駅（高架化で現在解消済）で踏切を塞いで停車しなければならないことから、ラッシュ時以外京急川崎以北に6両編成の普通列車が長らく設定されなかった。本形式が日中以降、空港線運用を除き京急川崎以北に行く運用は1993年9月のダイヤ改正が最初で、夕ラッシュ時の一部列車で京急川崎以北の6両編成の普通列車拡大が行われたが、全時間帯に渡り6両編成が拡大されるのは1999年7月31日のダイヤ改正まで待つこととなる。

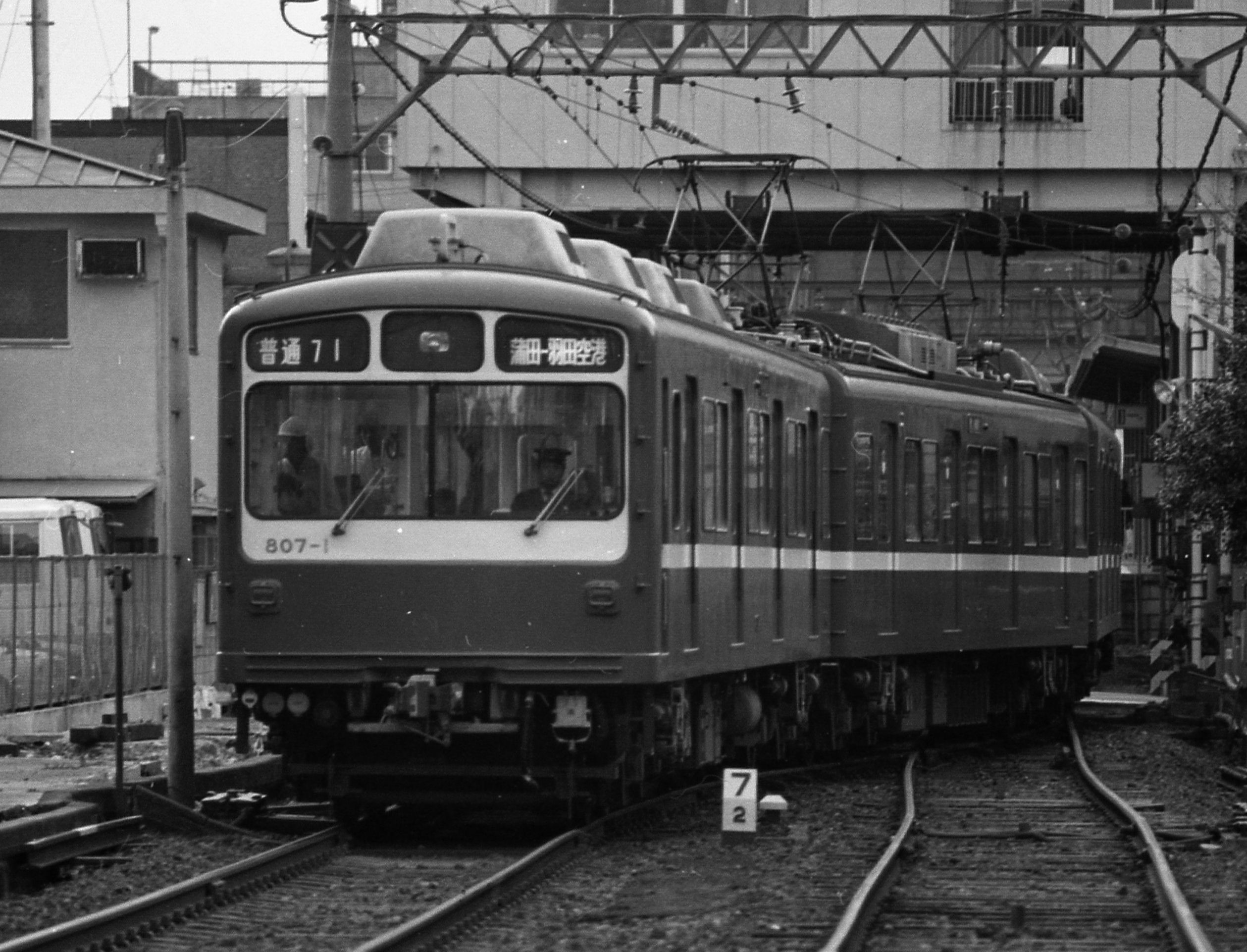
空港線で運用される800形
1988年4月

当初存在した3両編成は1985年（昭和60年）ごろまで日中3両編成単独で運用されることがあったが、1986年8月以降は空港線関連以外の3連運用はなくなった。また、1990年代後半、普通列車が三崎口に乗り入れていた一時期を除いて京急久里浜以南に入線したことがほとんどなかった。なお、3連で残った801 - 810編成は1986年（昭和61年）から1993年（平成5年）の延伸まで空港線用としても使用された。
その後は普通列車用の性能であることから、主に新1000形や1500形の6両編成とともに本線系統で普通列車を中心に運用されたが、2002年より朝・夕・夜には羽田空港駅発着の快特・特急に充当されるようになり空港線への乗り入れが再開された。他の形式での運用と異なり、車両性能から最高速度は100 km/hでのダイヤであった。2010年5月のダイヤ改正以降はこれらの代替にエアポート急行の一部にも運用されるようになったが、ホームドアが設置された羽田空港国際線ターミナル駅が開業した同年10月21日以降、当該列車での運用は終了し、以降は空港線への営業運転での乗り入れが無くなった。6両固定編成のみのため、4両編成までしか入線できない大師線の運用は不可能であった。なお2012年10月のダイヤ改正より逗子線は平日は日中から夜にかけて、土休日は早朝深夜を除きエアポート急行が10分間隔（一部を除く）で運行されているため、同線での運用は平日の朝夕と土休日の深夜のみとなっていた。

京急社内で使用されている列車の車両組成表には「(6M)」と表記されていた。

## 廃車
2011年度より以下の編成から順次廃車が行われた。
- 801編成 2011年4月廃車[11][12]
- 803編成 2011年5月廃車[11][12]
- 805編成 2014年1月廃車[13]
- 807編成 2014年3月廃車[13]
- 809編成 2012年3月廃車[11][12]
- 811編成 2014年8月廃車[28]
- 812編成 2015年12月廃車[29]
- 813編成 2014年6月廃車[28]
- 814編成 2014年5月廃車[28]
- 815編成 2015年4月廃車[29]
- 816編成 2018年6月廃車
- 817編成 2016年11月廃車
- 818編成 2016年12月廃車
- 819編成 2018年1月廃車
- 820編成 2018年7月廃車
- 821編成 2018年12月廃車
- 822編成 2018年3月廃車
- 823編成 2019年6月廃車
- 824編成 2018年8月廃車
- 825編成 2019年3月廃車
- 826編成 2019年3月廃車
- 827編成 2019年3月廃車

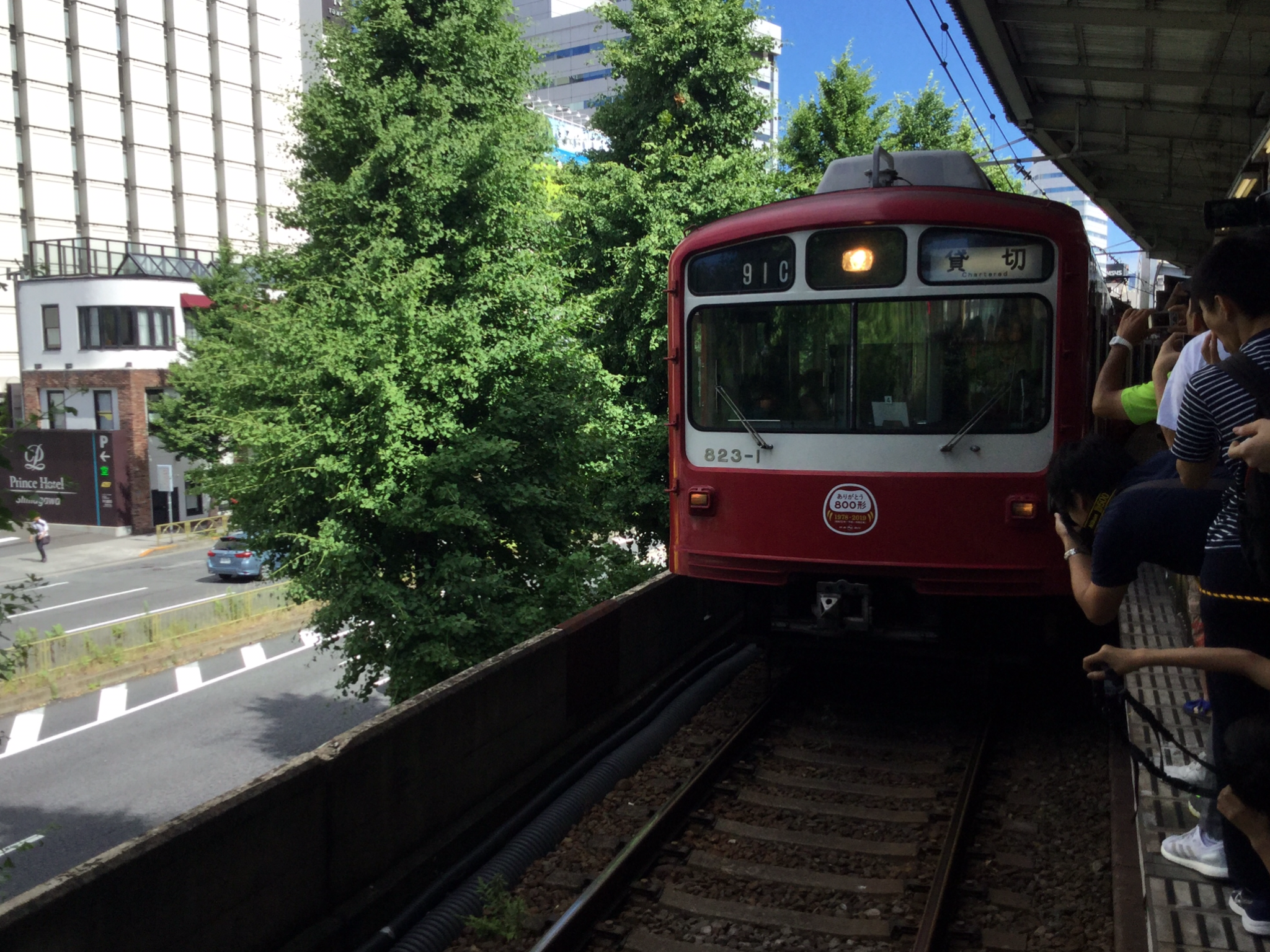
京急800形ラストラン時の品川駅（2019年6月16日）

その後、本系列は老朽化に加え4扉配置がホームドア設置に支障をきたすため、3ドアの新1000形による置き換えを前倒しして全廃させることとなり、最後まで残った823編成（旧塗装）についても、2019年6月中旬をもって引退することが発表された。同年6月16日には823編成により、特別貸切列車として「ありがとう800形」が品川→久里浜工場間で運行された。
当形式の廃車により、京急から正面に行灯式方向幕を装備した車両およびスカート未設置並びに片開き扉の営業用車両が消滅した。

## その他
この車両の開発途上、東急車輛製造から前面デザインを非対称にすることを提案されていた。しかし東急車輛製造は国鉄201系電車にも非対称のデザインを提案しており、国鉄は斬新さを求めるため他社に同様のデザインがないことを採用の条件とした。当時は国鉄の影響力が絶大だったこともあって、東急車輛製造は本形式の非対称案を取り下げざるをえなくなり、結果的に左右対称の前面デザインとなった。
その後、2000形の構想が出た際、当時の副社長が収蔵していた800形の没デザインのひとつを取り出し、「今度はこれで行こう」と発言したことでからすぐに前面形状が決まったという。

## 保存車
デハ812-6の前頭部が、西武2000系クハ2098、東急7700系デハ7702と共に、藤久ビル東5号館に保存されている。

## 登場した作品
- 映画
  - シン・ゴジラ：作中、北品川駅付近でゴジラの手によって吹き飛ばされるシーンがある。京急電鉄が全面的に協力しており、図面の貸し出しや映画スタッフによる実車取材などが行われた[36]。
- PCゲーム
  - 少女たちは荒野を目指す

### 書籍
- 『京浜急行80年史』京浜急行電鉄、1980年。
- 吉本尚『京急ダイヤ100年史』電気車研究会、1999年。ISBN 4885480930。
- 佐藤良介『京急の車両　現役全形式・徹底ガイド（JTBキャンブックス）』JTBパブリッシング、2004年。ISBN 9784533055461。
- 佐藤良介『京急電車の運転と車両探検 向上した羽田空港アクセスと車両の現況（JTBキャンブックス）』JTBパブリッシング、2014年。ISBN 9784533097058。

### 雑誌記事
- 『鉄道ピクトリアル』通巻380号「京浜急行電鉄特集」（1980年10月・電気車研究会）
  - 佐藤 学「私鉄車両めぐり 116 京浜急行電鉄」。
- 『鉄道ファン』通巻380号（1992年12月・交友社）
  - 土岐 實光「ある車両技術者の回想 6 京浜急行電鉄800形と2000形」。
- 『鉄道ピクトリアル』通巻501号「特集 京浜急行電鉄」（1988年9月・電気車研究会）
  - 小暮 洋、園田 淳、高橋 一浩「私鉄車両めぐり 136 京浜急行電鉄」。
- 『鉄道ピクトリアル』通巻518号（1989年10月・電気車研究会）
  - 小暮 洋、園田 淳、高橋 一浩「私鉄車両めぐり 138 京浜急行電鉄 補遺」。
- 『鉄道ピクトリアル』通巻656号「特集 京浜急行電鉄」（1998年7月・電気車研究会）
  - 園田 淳、新澤 仁志、萬谷 彰「私鉄車両めぐり 160 京浜急行電鉄」。
- 『鉄道ピクトリアル』通巻677号（1998年7月・電気車研究会）
  - 園田 淳、新澤 仁志「私鉄車両めぐり 160 京浜急行電鉄 補遺」。
  - 萬谷 彰「京急ダイヤ全面改正」。
- 『鉄道ピクトリアル』通巻881号「鉄道車両年鑑2012年版」（2012年10月・電気車研究会）
  - 岸上 明彦「2011年度民鉄車両動向」 pp. 86-119
  - 「車両データ 2011年度民鉄車両」 pp. 220-231
- 『鉄道ピクトリアル』通巻881号「鉄道車両年鑑2013年版」（2013年10月・電気車研究会）
  - 岸上 明彦「2012年度民鉄車両動向」 pp. 100-133
  - 「車両データ 2012年度民鉄車両」 pp. 217-238
- 『鉄道ピクトリアル』通巻909号「鉄道車両年鑑2015年版」（2015年10月・電気車研究会）
  - 岸上 明彦「2014年度民鉄車両動向」 pp. 119-151
  - 「車両データ 2014年度民鉄車両」 pp. 237-248
- 『鉄道ピクトリアル』通巻923号「鉄道車両年鑑2016年版」（2016年10月・電気車研究会）
  - 岸上 明彦「2015年度民鉄車両動向」 pp. 93-123
  - 「車両データ 2015年度民鉄車両」 pp. 215-227